# Gingidia trifoliolata
Gingidia trifoliolata là một loài thực vật có hoa trong họ Hoa tán. Loài này được (Hook.f.) J.W.Dawson mô tả khoa học đầu tiên năm 1974.